# Čemernik
Le mont Čemernik (en serbe cyrillique : Чемерник) est une montagne du sud-est de la Serbie. Il culmine à 1 638 m d’altitude.

## Géographie
Le mont Čemernik est situé au sud-est de Leskovac, au sud de Vlasotince, à l’ouest de Crna Trava, au nord et à l’est de Vladičin Han et de Surdulica. Il est bordé par la Južna Morava (gorges de Grdelica) et, au-delà, par le mont Kukavica à l’ouest, par la Vrla reka et, au-delà, par le mont Vardenik au sud, par le lac Vlasina et le mont Gramada à l’est et par le mont Ostrozub au nord.